# Rudolf Jaenisch
Pour les articles homonymes, voir Rudolf et Jaenisch.
Rudolf Jaenisch, né en 1942 à Wölfelsgrund dans la province polonaise de Basse-Silésie, est un pionnier de la science transgénique allemande. Il travaille à la création de modèles de souris transgéniques pour l'étude de maladies humaines.
En 1974, Jaenisch fut le premier à obtenir un animal transgénique.
En décembre 2007, son équipe a pour la première fois guéri des souris atteintes de drépanocytose à l'aide de la technique des cellules souches embryonnaires transformées, grâce à la mise au point de la technique par Shinya Yamanaka de l'université de Kyoto.
Rudolf Jaenisch est professeur au Whitehead Institute for Biomedical Research à Cambridge (Massachusetts).
Il reçoit le prix Wolf de médecine en 2011.